# Suquets Baix
Suquets Baix (o Suquets de Baix) és una partida de Lleida pertanyent a l'entitat municipal descentralitzada de Sucs.
D'economia predominantment agrícola, bàsicament farratgera, s'hi troben així mateix algunes granges.
Zona molt poc poblada, ha vist el seu terme partit per la meitat arran de la inauguració a principis del Segle XXI de l'Autovia A-22 Lleida-Osca.
Limita:
- Al nord i a l'oest amb l'Aragó.[1]
- A l'est i al sud amb la partida d'El Fons.